# Blang Drang
Blang Drang is een bestuurslaag in het regentschap Pidie van de provincie Atjeh, Indonesië. Blang Drang telt 449 inwoners (volkstelling 2010).